# سه‌یو
سه‌یو شهری در شهرستان اوری در استان باله در بورکینافاسوی جنوبی است و جمعیت آن ۱۱۴۷ نفر است.